# Бреш (Горња Саона)
Бреш (фр. Breuches) насеље је и општина у источној Француској у региону Франш-Конте, у департману Горња Саона која припада префектури Лир.
По подацима из 2011. године у општини је живело 730 становника, а густина насељености је износила 80,04 становника/km². Општина се простире на површини од 9,12 km². Налази се на средњој надморској висини од 250 метара (максималној 312 m, а минималној 246 m).

## Демографија
| 1962. | 1968. | 1975. | 1982. | 1990. | 1999. | 2011. |
| ----- | ----- | ----- | ----- | ----- | ----- | ----- |
| 679   | 728   | 862   | 932   | 859   | 751   | 730   |

График промене броја становника у току последњих година